# Dell'uno all'altro

Castello dell'uno all'altro

Dell'uno all'altro è un termine utilizzato in araldica per indicare una figura posta sulla partizione di campi di diverso smalto e che li alterna.

## Esempi

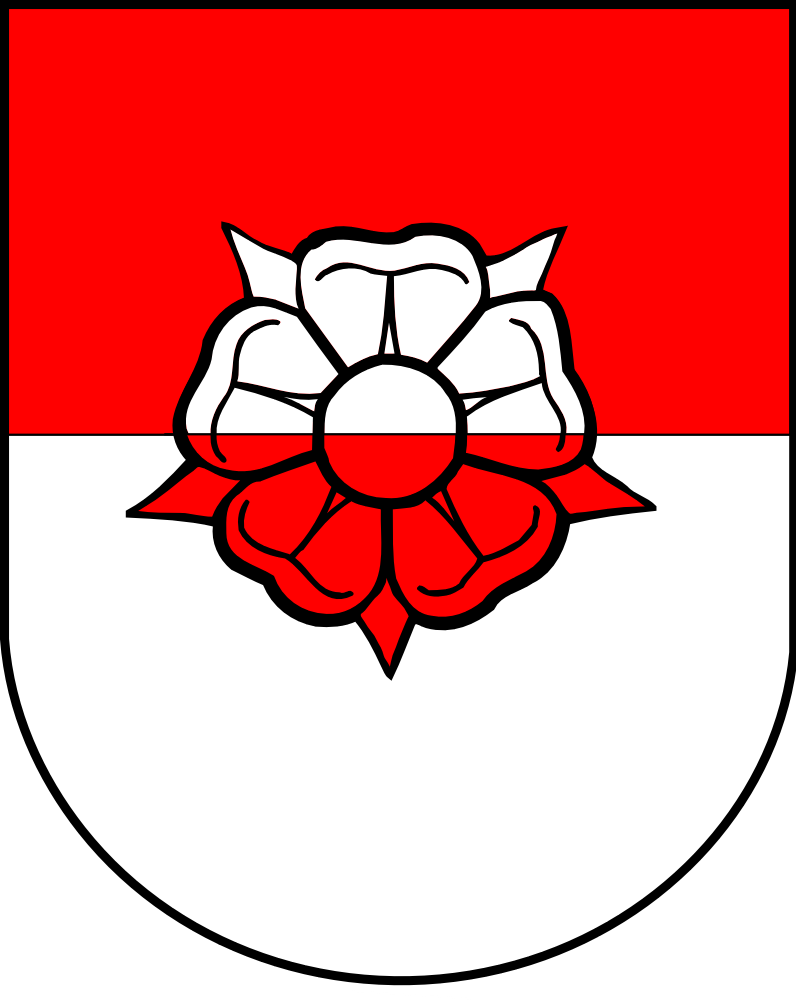
Troncato di rosso e d'argento, alla rosa dell'uno all'altro (Fresens, Svizzera)
Partito di rosso e d'argento, al castello dell'uno all'altro (Diemtigen, Svizzera)
Nel 2° e 3° partito d'oro e d'azzurro, alla fascia dell'uno all'altro (Provenchères-sur-Fave, Francia)
D'oro e di rosso, all' croce potenziata dell'uno all'altro, nella rappresentazione monocromatica
Partito d'oro e di rosso, alla frette dell'uno all'altro
Partito di rosso e d'azzurro, al leone passante dell'uno all'altro
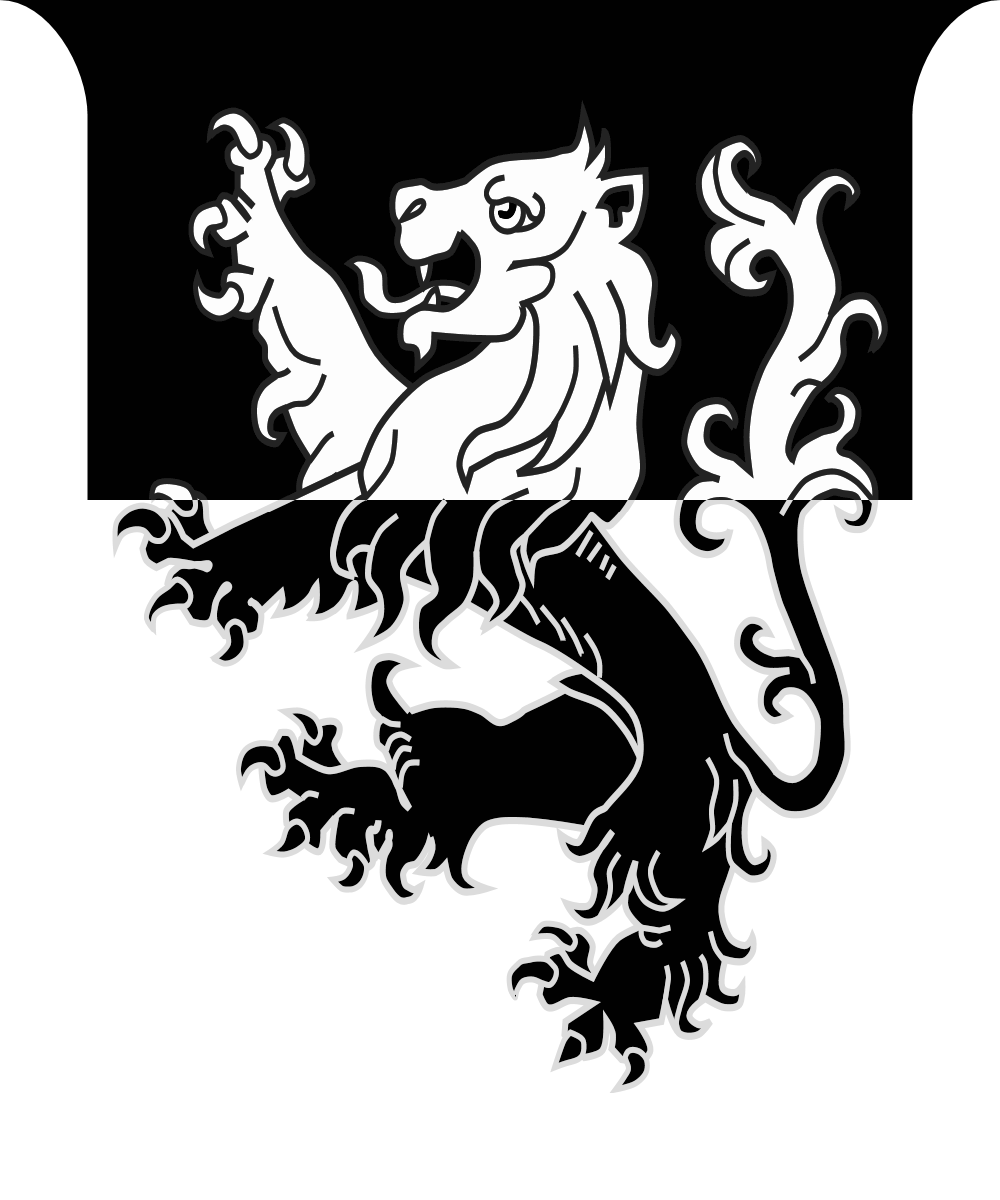
Troncato di nero e argento, al leone dell'uno all'altro (famiglia Attiva di Velletri)
Troncato di verde e argento, alla volpe dell'uno all'altro (famiglia Rinaldi di Treviso e Venezia)

## Traduzioni
- Francese: de l'un à l'autre[3]
- Inglese: Counterchanged